# Френк Ґрілло
Френк Ентоні Ґрілло (англ. Frank Anthony Grillo народився 8 червня 1965 (59 років), Нью-Йорк, США) — американський актор, продюсер.

## Особисте життя
Ґрілло народився в Нью-Йорку в сім'ї з італійськими коренями. Закінчив Нью-Йоркський університет з бізнес-ступенем.
На своїй першій дружині Кеті він одружився в 1991 році, але подружжя розлучилося у 1998 році. У них є син Ремі, який народився в січні 1997 року. З 28 жовтня 2000 року Ґрілло одружений з актрисою Венді Моніз, що грала його екранний любовний інтерес Діну Марлер в телесеріалі «Дороговказне світло». У пари є двоє синів: Ліам, що народився в червні 2004 року і Ріо Джозеф Ґрілло, народився 25 січня 2008 року.

## Кар'єра
У Френка Ґрілло були ролі у багатьох телесеріалах і фільмах, включаючи такі як «Сліпе правосуддя» і «Battery Park». Він відомий по ролі Харта Джессапа, яку він виконував з травня 1996 по березень 1999 року в популярній мильній опері «Направляючий світло». До цього він з'явився в рекламних роликах таких компаній, як American Express, дезодоранту Sure і Miller Genuine Draft. Також він був успішною фітнес моделлю, з'являвся в журналах men's Workout і Exercise & Health в кінці 1980-х і на початку 1990-х років.
Френк Ґрілло грав Містера Піга в телесеріалі каналу Spike «Точка вбивства», який транслювався влітку 2007 року. Також він грав Джиммі в телесеріалі «C. S. I.: Місце злочину Нью-Йорк» в епізоді «Трохи про героїв…», що транслювався 28 листопада 2007 року. Френк також знявся в ролі Ніка Савринна в першому сезоні популярного драматичного телесеріалу «Втеча з в'язниці».
У 2010 році Ґрілло знявся у фільмі жахів «День матері» в ролі Деніела Сохапи. Також у 2010 році він знімався в надприродне кримінальному драматичному телесеріалі «Брами» каналу ABC. «Брами» не були продовжені на другий сезон. Френк Ґрілло також знявся в кримінальному драматичному телесеріалі «Королі втечі» в ролі федерального агента в епізоді «Дама хробаків» першого сезону. Френк також грав допоміжну роль у фільмі «Воїн» 2011 року. 
У 2012 році з'явився в трилері «Сутичка» в ролі Діаза, а також у драматичному трилері «Зв'язку немає». 
У фільмі «Перший месник: Друга війна» 2014 року Ґрілло зіграв Брока Рамлоу.
Влітку того ж року відбулася світова прем'єра трилера-антиутопії «Судна ніч 2», у якому Френк виконав головну роль.
2016 року в прокат вийшов фільм «Перший месник: Протистояння», де знову був присутній персонаж Ґрілло, а також «Судна ніч 3». Роком пізніше актора можна було побачити у головній ролі у фантастичному бойовику «Скайлайн 2». 
У 2019 році відбулася світова прем'єра фільму «Месники: Фінал», знятого за участю Ґрілло, який став найкасовішим фільмом за всю історію світового кінематографу (без урахування інфляції).
У 2020 році актора можна було побачити в драматичному серіалі Showtime «Мільярди» у ролі художника Ніко Таннера, а також у головній ролі у фільмі «Джиу-джитсу: Битва за Землю», в якому його колегами зі знімального майданчика стали Ален Муссі, Жужу Чан, Тоні Джаа та Ніколас Кейдж.
2021 року вийшов науково-фантастичний бойовик «День курка» Джо Карнахана, в якому Френк Ґрілло виконав головну роль. Також у фільмі знялися Мел Гібсон та Наомі Воттс.

## Особисте життя
На своїй першій дружині Кеті він одружився в 1991 році, але подружжя розлучилося в 1998 році. У них є син Ремі, який народився у січні 1997 року.
З 28 жовтня 2000 року Ґрілло був одружений з актрисою Венді Моніз, яка грала його екранний любовний інтерес Діну Марлер у серіалі «Напрямне світло». У пари є двоє синів: Ліам, який народився 13 червня 2004 року та Ріо Джозеф Ґрілло, який народився 25 січня 2008 року. 21 лютого 2020 року пара розлучилася.
З вересня 2020 року був у стосунках з актрисою Ніккі Вілан. 2021 року вони розійшлися.

## Фільмографія
| Рік       |    | Українська назва                    | Оригінальна назва                   | Роль                                          |
| --------- | -- | ----------------------------------- | ----------------------------------- | --------------------------------------------- |
| 1993      | с  | Шовкові мережі                      | Silk Stalkings                      | Франко Ла Пума                                |
| 1996      | ф  | Смертельні шаради                   | Deadly Charades                     | Вінс Карлуччи                                 |
| 1996      | с  | Полтергейст: Спадщина               | Poltergeist: The Legacy             | Джеррі Тейт                                   |
| 1999      | с  |                                     | Wasteland                           | Кліфф Доббс                                   |
| 1996      | с  | Дороговказне світло                 | The Guiding Light                   | Харт Джессап                                  |
| 2000      | с  |                                     | Battery Park                        | Ентоні Стільяно                               |
| 2002      | ф  | Фіона                               | Fiona                               |                                               |
| 2002      | ф  | Простота                            | Simplicity                          | Генерал                                       |
| 2002      | ф  | Милашка                             | The Sweetest Thing                  | Енді                                          |
| 2002      | ф  | Особлива думка                      | Minority Report                     | поліцейський підрозділи профілактики злочинів |
| 2002      | ф  | Хантер: відновлення справедливості  | Hunter: Return to Justice           | Детектив Теренс Джіллетт                      |
| 2002—2003 | с  | Для людей                           | For the People                      | Детектив Джей Сі Хантер                       |
| 2002—2003 | с  | Щит                                 | The Shield                          | Офіцер Пол Джексон                            |
| 2003      | ф  | Хантер: Знову в справі              | Hunter: Back in Force               | Детектив Теренс Джіллетт                      |
| 2003      | ф  | Весільна вечірка Ейпріл             | April's Shower                      | Рокко                                         |
| 2003      | с  | Карен Сіско                         | Karen Sisco                         | Гаррісон Кік                                  |
| 2004      | с  | Східний парк                        | The District                        | Вінс ДІМЕКО                                   |
| 2005      | с  | Сліпе правосуддя                    | Blind Justice                       | Детектив Марті Руссо                          |
| 2006      | ф  | Холліс і Рей                        | Hollis & Rae                        | Детектив Генрі Келлоуей                       |
| 2005—2006 | с  | Втеча з в'язниці                    | Prison Break                        | Нік Саврін                                    |
| 2006      | с  | CSI: Місце злочину                  | CSI: Crime Scene Investigation      | Гері Сінклер                                  |
| 2007      | с  | Без сліду                           | Without a Trace                     | Ніл Роулингс                                  |
| 2007      | с  | Лас-Вегас                           | Las Vegas                           | Джеремі Шапіро                                |
| 2007      | ф  |                                     | Raw Footage                         | Бен Чаффін                                    |
| 2007      | с  | Точка вбивства                      | The Kill Point                      | Альберт Роман / Містер Пиг                    |
| 2007      | с  | Місце злочину: Нью-Йорк             | CSI: NY                             | Джиммі Девіс                                  |
| 2008      | ф  | Блакитна кров                       | Blue Blood                          | Сержант Куоррі                                |
| 2008      | ф  | Смерть.com                          | iMurders                            | Джо Романо                                    |
| 2008      | ф  | Гордість і слава                    | Pride and Glory                     | Едді Карбоне                                  |
| 2002—2009 | с  | Закон і порядок: Спеціальний корпус | Law & Order: Special Victims Unit   | Френк Барбаросса, Марк Ван куріння            |
| 2009      | ф  | Блакитні очі                        | Olhos azuis                         | Боб Естевес                                   |
| 2010      | ф  | Відплата                            | Edge of Darkness                    | Агент Один                                    |
| 2010      | с  | Брама                               | The Gates                           | Нік Монохан                                   |
| 2010      | ф  | День матері                         | Mother's Day                        | Деніел Сохапі                                 |
| 2010      | ф  | Забери мою душу                     | My Soul to Take                     | Патерсон                                      |
| 2011      | с  | Королі втечі                        | Breakout Kings                      | Агент Штольц                                  |
| 2011      | ф  | Воїн                                | Warrior                             | Френк Кампана                                 |
| 2011      | ф  | Сутичка                             | The Grey                            | Діас                                          |
| 2012      | ф  | Фортуна Вегаса                      | Lay the Favorite                    | Френкі                                        |
| 2012      | ф  | Патруль                             | End of Watch                        | Сержант                                       |
| 2012      | ф  | Роз'єднання                         | Disconnect                          | Майк Діксон                                   |
| 2012      | ф  | Мета номер один                     | Zero Dark Thirty                    | Командир ескадрильї                           |
| 2013      | ф  | Мисливці на гангстерів              | Gangster Squad                      | Руссо                                         |
| 2013      | ф  | Перехрестя                          | Intersections                       | Скотт Долан                                   |
| 2013      | ф  | Мері і Марта                        | Mary & Martha                       | Пітер                                         |
| 2013      | ф  | Останній рубіж                      | Homefront                           | Сайрус Хенкс                                  |
| 2014      | ф  | Перший месник: Друга війна          | Captain America: The Winter Soldier | Брок Рамлоу                                   |
| 2014      | ф  | Чистка: Анархія                     | The Purge: Anarchy                  | Сержант Лео Барнс                             |
| 2014—2017 | с  | Королівство                         | Kingdom                             | Алві Калина                                   |
| 2015      | ф  | Останній обряд                      | Demonic                             | Детектив Марк Льюїс                           |
| 2015      | ф  | Великі небеса                       | Big Sky                             | Джессі                                        |
| 2016      | ф  | Змова на острові Джекілл            | A Conspiracy on Jekyll Island       | Гай Кліфтон                                   |
| 2016      | ф  | Перший месник: Протистояння         | Captain America: Civil War          | Брок Рамлоу / Кроссбоунс                      |
| 2016      | ф  | Чистка: Рік виборів                 | The Purge: Election Night           | Сержант Лео Барнс                             |
| 2017      | ф  | Стефані                             | Stephanie                           | батько Стефані                                |
| 2017      | ф  | Вовки-воїни 2                       | Zhan lang 2                         | Великий татко                                 |
| 2017      | ф  | Скайлайн 2                          | Beyond Skyline                      | Марк Корлі                                    |
| 2017      | ф  | Водила                              | Wheelman                            | водій (гл. Роль)                              |
| 2018      | ф  | Розправа                            | Reprisal                            | Джейкоб                                       |
| 2019      | ф  | Месники: Завершення                 | Avengers: Endgame                   | Брок Рамлоу / Кроссбоунс                      |
| 2019      | ф  | Чорне та синє                       | Black and Blue                      | Terry Malone                                  |
| 2020      | с  | Мільярди                            | Billions                            | Ніко Таннер                                   |
| 2020      | ф  | Джіу-джитсу                         | Jiu Jitsu                           | Гарріган                                      |
| 2020      | ф  | Boss Level: Врятувати колишню       | Boss Level                          | Рой Пулвер                                    |
| 2021      | в  | Космічний гріх                      | Cosmic Sin                          | генерал Райл                                  |
| 2021      | ф  | Охоронець дружини кілера            | The Hitman's Wife's Bodyguard       | Боббі О’Ніл                                   |
| 2021      | мс | А що як...?                         | What If...?                         | Брок Рамлоу / Кроссбоунс                      |
| 2021      | ф  | Хороший, поганий, коп               | Copshop                             | Тедді Муретто                                 |
| 2022      | ф  |                                     | A Day to Die                        | Менсон                                        |
| 2022      | ф  | Флірт з Дияволом                    | Shattered                           | Севастян                                      |
| 2022      | ф  | Ламборгіні                          | Lamborghini                         | Ферруччо Ламборгіні                           |
| 2024      | с  | Король Талси                        | Tulsa King                          | Білл Бевілака                                 |
| 2024      | мс | Монстри Коммандос                   | Creature Commandos                  | Рік Флеґ                                      |
| 2025      | ф  | Супермен                            | Superman                            | Рік Флеґ                                      |